# Stilbomastax margaritifera
Stilbomastax margaritifera is een krabbensoort uit de familie van de Epialtidae. De wetenschappelijke naam van de soort is voor het eerst geldig gepubliceerd in 1939 door Monod.